# ペンギン生活
『ペンギン生活』（ペンギンせいかつ、Snowpack Park）は、任天堂より2010年12月21日に配信されたWiiウェア。

## 概要
謎のペンギン「ペ・ヨンギン」の指示に従って、氷上に点在するペンギン達を捕獲し、ペンギン牧場のペンギンを増やしていくゲーム。
機嫌がわるいペンギンは攻撃してきたり牧場を去っていくので、ふれあいでごきげんを取っていく必要がある。ふれあった分だけ貯まる「ふれあいポイント」を使ってアイテムを入手したり、風船で離れたエリアに移動することができる。ペンギンが増えるにつれて新たなエリアに進めたり、ふれあいのためのミニゲームが増えていく。